# Byk
Byk (russisk: Бык) er en russisk spillefilm fra 2019 af Boris Akopov.

## Medvirkende
- Jurij Borisov som Anton Bykov
- Stasja Miloslavskaja som Tanja
- Afina Kondrasjova som Anja Bykova
- Jegor Kenzhametov som Misja Bykov
- Aleksandr Samsonov som Makedonskij